# Estação Ferroviária de Braga

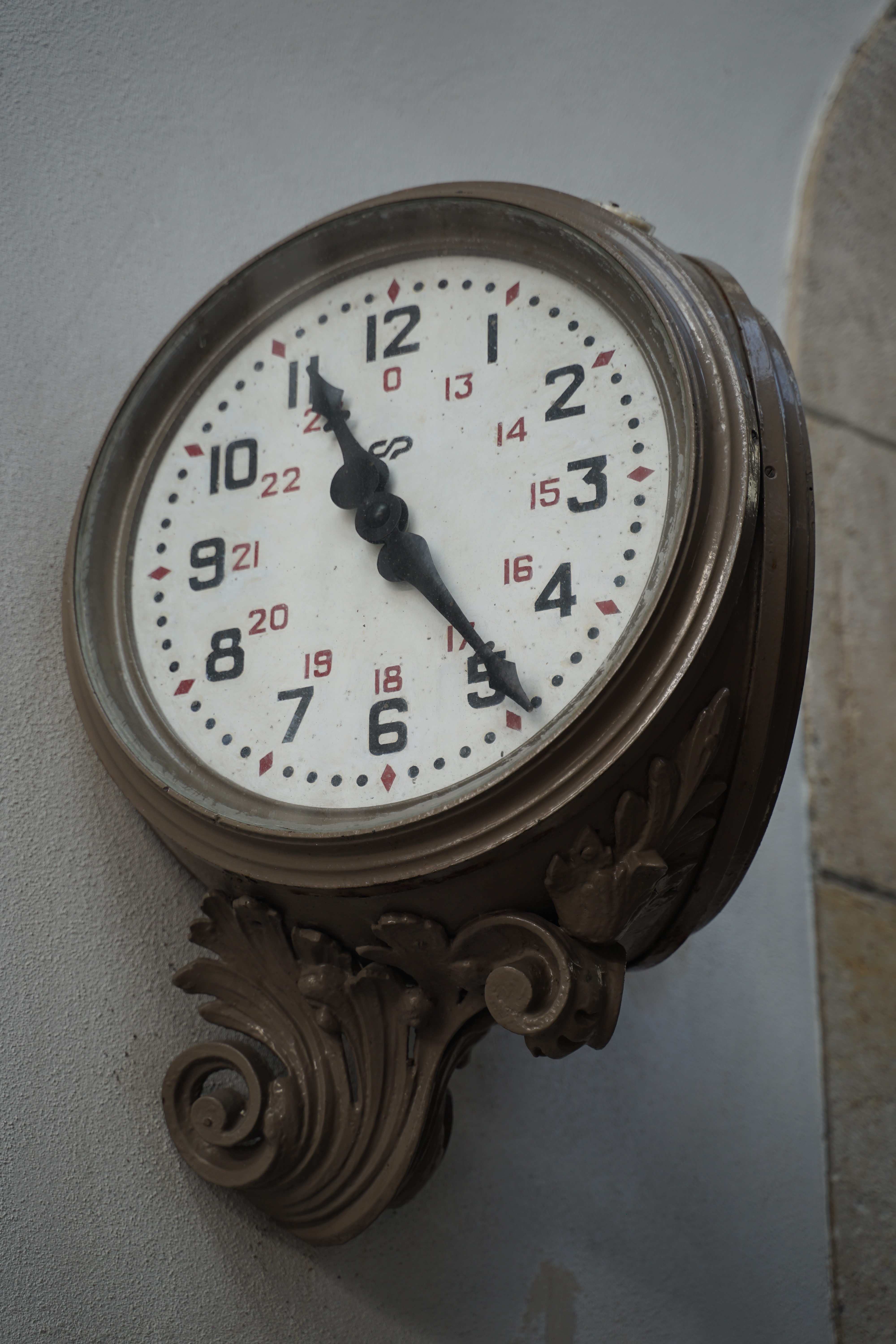
Relógio da estação original, preservado em 2020.

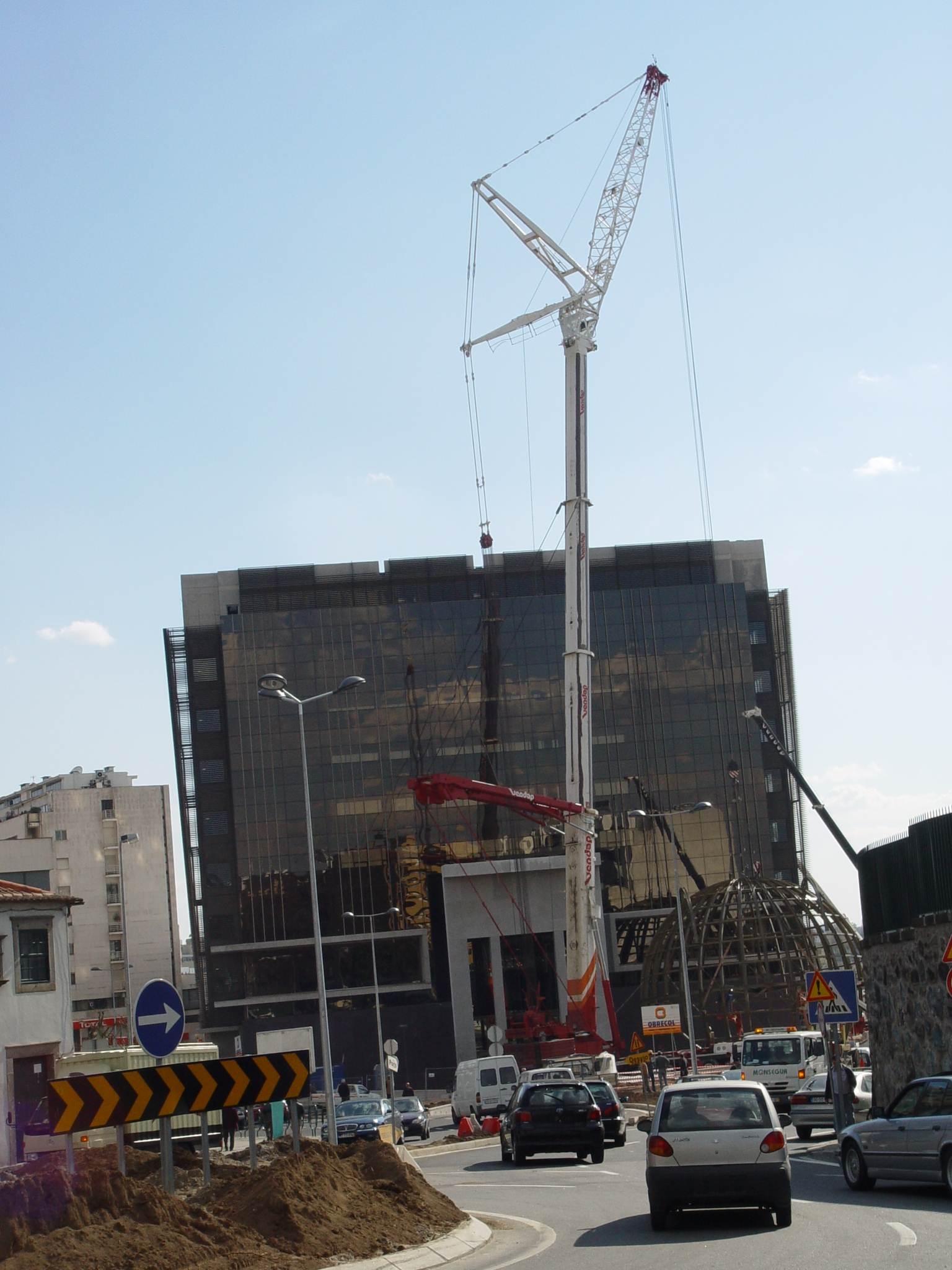
Construção da nova estação, em 2004.

A Estação Ferroviária de Braga é uma interface do Ramal de Braga, que serve a localidade de Braga, em Portugal. A construção de uma estação em Braga esteve planeada desde a década de 1860, primeiro como parte da Linha do Minho e posteriormente como terminal de um ramal próprio. Entrou ao serviço em 21 de Maio de 1875. A estação foi alvo de obras de remodelação na década de 1930, e foi profundamente modificada na década de 2000, no âmbito do programa de modernização e electrificação do Ramal de Braga, que permitiram a introdução dos comboios Alfa Pendular até Braga.

## Descrição

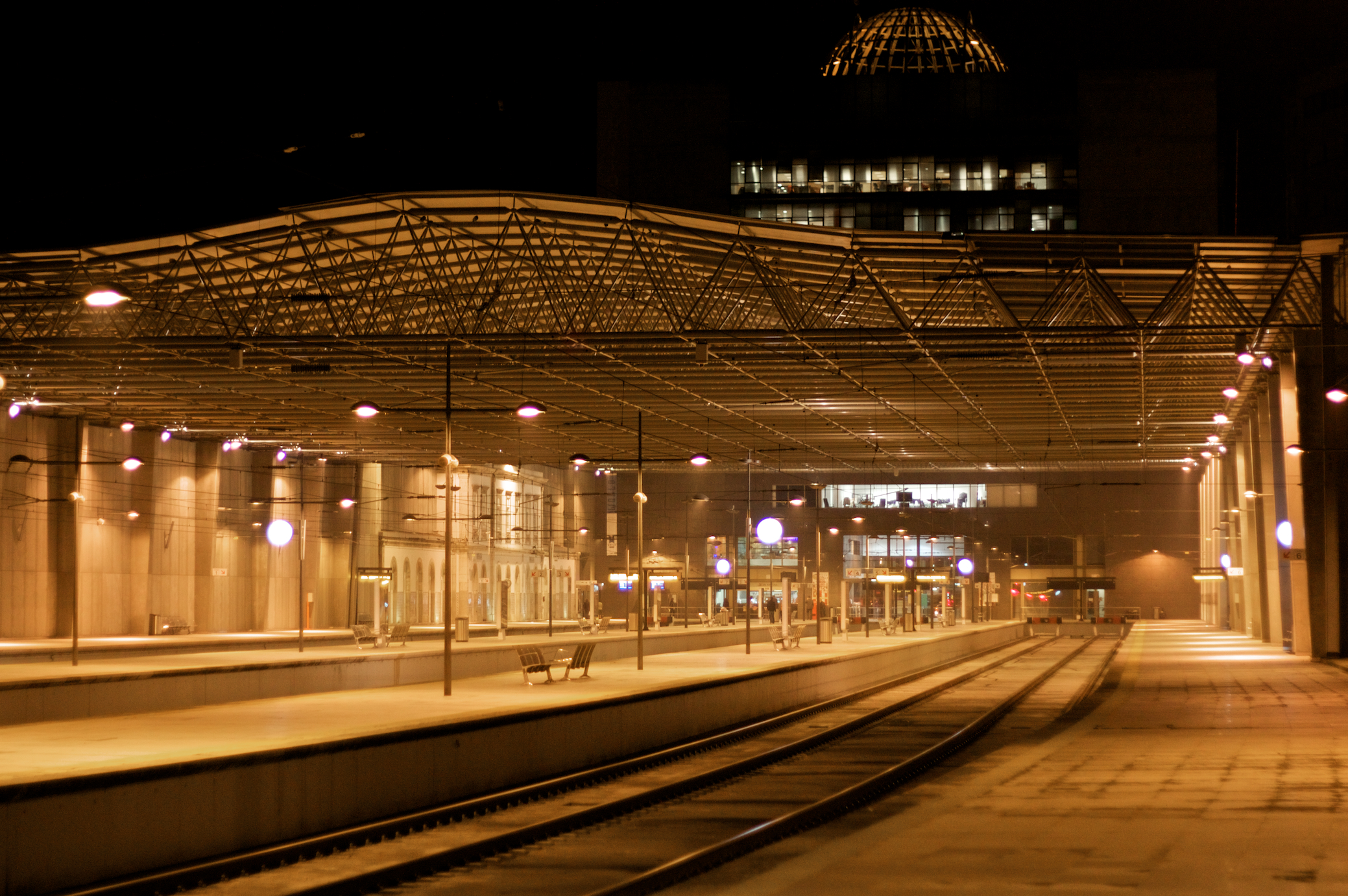
Estação de Braga durante a noite, em 2008.

### Localização e acessos
A estação localiza-se na cidade de Braga, com acesso pelo Largo da Estação.

### Infraestrutura

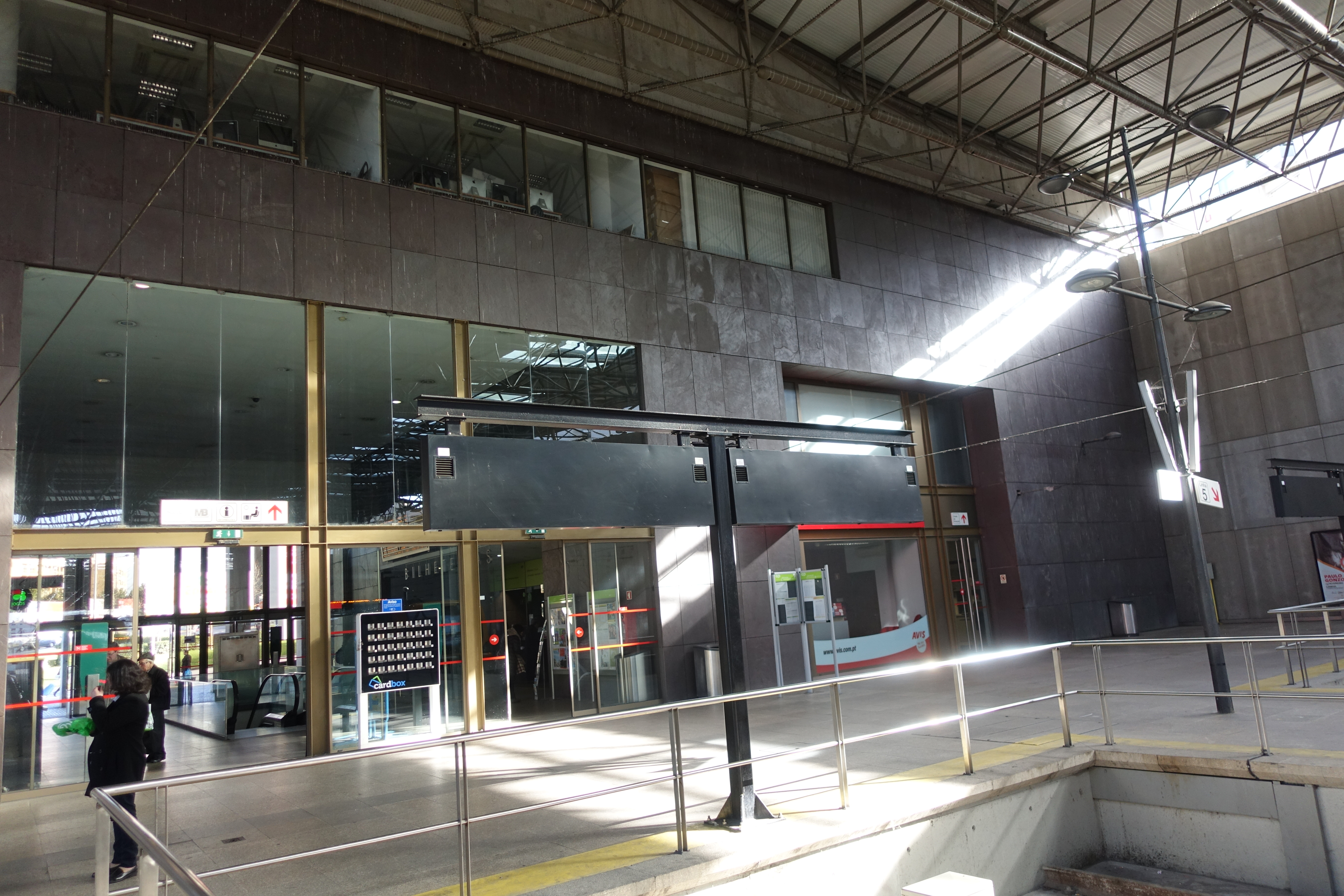
Interior da estação de Braga, em 2016.

Segundo o Diretório da Rede 2016, de 12 de Dezembro de 2014, a estação contava com seis vias de circulação, com comprimentos entre os 400 e 230 m, enquanto que as plataformas tinham 232 a 220 m de extensão e 80 cm de altura, valores que se mantinham em 2022.
A estação de Braga é um dos pontos extremos do Eixo Ferroviário Norte-Sul, um importante corredor composto por várias linhas férreas,  ligando Braga, Porto, Lisboa, e Faro.

### Serviços
A estação de Braga acolhe serviços de passageiros das tipologias Alfa Pendular, Intercidades e Urbano

## História

### Pré-história
No local onde se ergue a Estação de Braga existiu um balneário pré-romano, redescoberto já no século XXI, aquando da construção na nova estação.

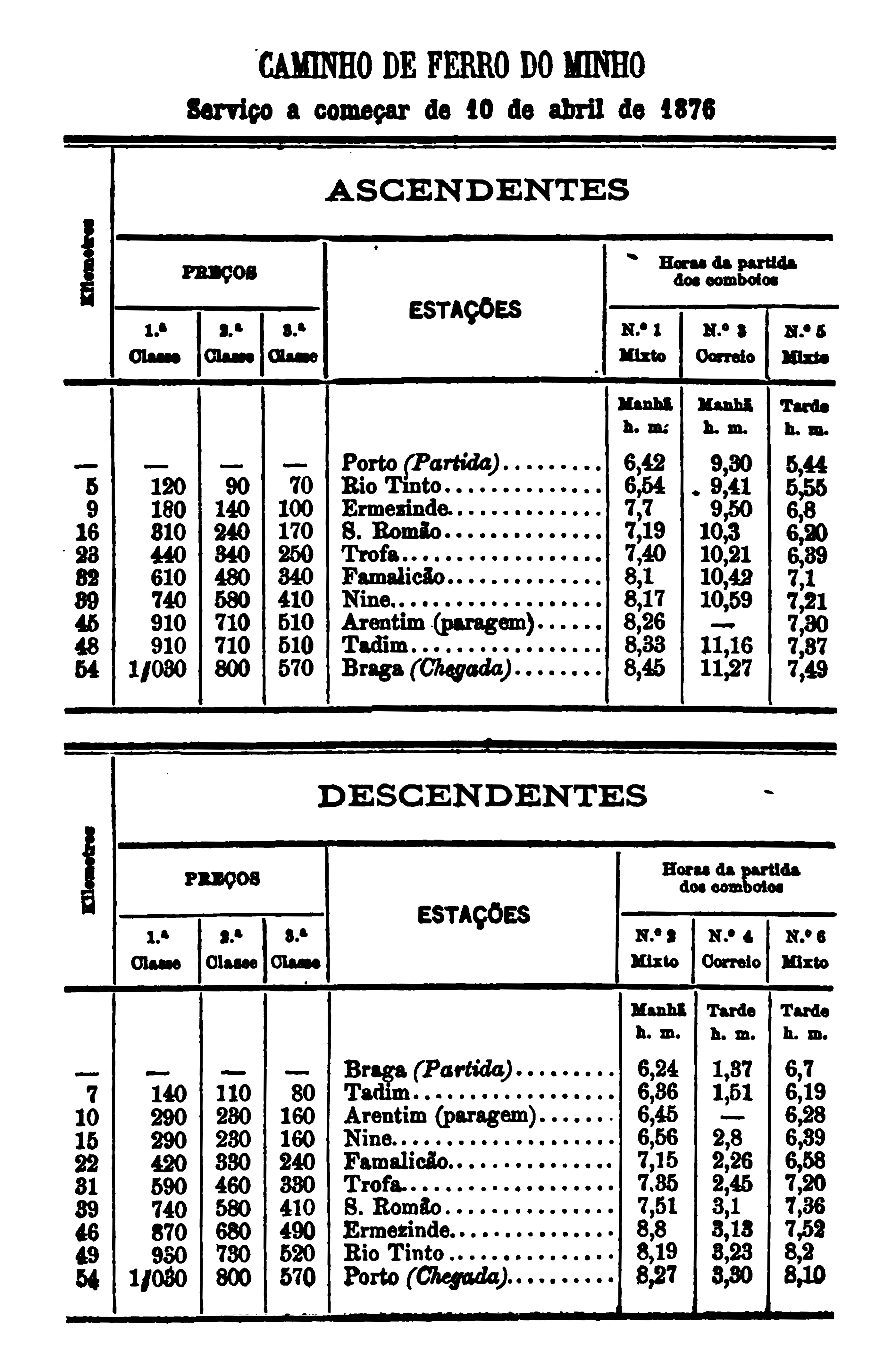
Horarios dos comboios entre Porto e Braga em 1876.

### Século XIX

#### Antecedentes e primeiros planos
Até meados do século XIX, a região interior do Minho tinha graves problemas de comunicações, devido a uma rede viária pouco desenvolvida, com poucas estradas e em más condições. As principais estradas ligavam aos portos fluviais, sendo a navegação fluvial o meio de transporte mais utilizado na região. No entanto, os rios tinham problemas na navegação, como aconteceu com o Cávado, que foi alvo de vários programas de obras no sentido de aumentar a sua navegabilidade, de forma a se tornar numa importante via comercial até Braga, mas sempre sem sucesso. Assim, grande parte do comércio entre o Porto e Braga era feito através da costa e depois pelo Rio Lima, sendo o resto do percurso feito por estrada. Esta situação começou a mudar na década de 1850, quando o governo iniciou um ambicioso programa de desenvolvimento das vias de comunicação, ao abrigo do qual foram melhoradas as estradas, incluindo uma do Porto a Braga, permitindo a criação de um serviço de diligências, e instalada uma rede telegráfica ligando Braga ao Porto e outras localidades.
Ainda durante a década de 1840 tinham surgido várias propostas para a construção de caminhos de ferro na região do Minho, incluindo uma de Hardy Hislop para ligar o Porto a Valença.

#### Planeamento e inauguração
No entanto, o grande impulso para a introdução do comboio em Portugal foi dado na década seguinte, com os programas de obras públicas do governo, e em 1857 o conde de Réus apresentou uma proposta para uma linha de Porto a Vigo. Em 1864, o governo fez uma proposta de lei à Câmara dos Deputados para construir esta linha, e em 2 de Julho de 1867 foi publicada uma lei que autorizou o governo a construir e explorar uma linha do Porto a Braga e à fronteira com a Galiza, tendo a construção desta linha sido ordenada por um decreto de 14 de Junho de 1872. Foram feitos vários planos para a linha, com percursos diferentes, que inicialmente seguiam mais pelo litoral mas depois se tornaram mais interiorizados, de forma a servir melhor Braga, embora no final a cidade tenha ficado prejudicada em relação a Viana do Castelo, que tinha uma estação na linha principal, enquanto que Braga necessitava de um ramal. O percurso original, elaborado por um engenheiro português às ordens do Conde de Réus, seguia pela costa a Norte da Vila do Conde, enquanto que um segundo estudo, feito por ordem do governo, já fazia a linha entrar seguir a costa apenas junto a Esposende, com um ramal para Braga, que seguia o vale do Rio Este. Depois foi feito um terceiro plano, que servia melhor Barcelos e Vila Nova de Famalicão, e iniciava o Ramal de Braga em Nine, enquanto que um quarto plano debruçou-se principalmente no lanço entre Barcelos e Viana do Castelo.
O Ramal de Braga foi inaugurado em 20 de Maio de 1875, e aberto à exploração no dia seguinte, pela divisão do Minho e Douro dos caminhos de ferro estatais. Após a inauguração, foi construída uma estrada entre a estação e o centro de Braga, que originalmente denominava-se de Rua do Corvo e foi posteriormente renomeada para Rua Andrade Corvo.

#### Primeiros anos
A construção do caminho de ferro levou à extinção dos serviços de mala-posta que existiam entre o Porto, Guimarães e Braga.
Em 1888, existia uma carreira de diligências ligando a estação de Braga às Termas do Gerês, num percurso de quatro horas.
Em Janeiro de 1897, Joaquim Augusto Mouzinho de Albuquerque viajou de comboio por vários pontos do país depois de ter regressado de África, tendo passado por Braga, onde foi festivamente recebido na gare por uma grande multidão.

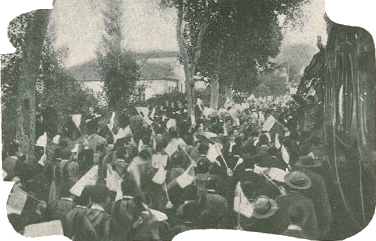
Comboio real na estação de Braga, durante a viagem do rei D. Manuel II ao Norte de Portugal, em 1908.

### Século XX

#### Décadas de 1900 e 1910
Durante o Outono de 1903, João Franco utilizou o comboio em várias viagens de propaganda ao longo do país, incluindo uma até Braga.
Em 1913, a estação de Braga estava ligada por carreiras de diligências até Palmeira, Lago, Ponte do Bico, Rendufe, Amares, Dornelas, Bouro, Gerês, Ruivães, Vieira do Minho, Rossas, Monsul, Póvoa de Lanhoso, Cabeceiras de Basto e Alvão, e Vila Verde, Portela do Abade, Pico de Regalados, Ponte de Lima, Ponte da Barca, Arcos de Valdevez e Monção, e Taipas, Caldelas e Guimarães. Em 1914, uma viagem do Porto a Braga de comboio demorava cerca de duas horas e vinte minutos. Em 28 de Maio de 1916, as populações das freguesias de Braga dirigiram-se à cidade para protestar contra a carestia de alimentos provocada pela Primeira Guerra Mundial, tendo os militares e a Guarda Nacional Republicana sido destacados para guardar a estação de Braga, onde tinha sido armazenada uma grande quantidade de milho.

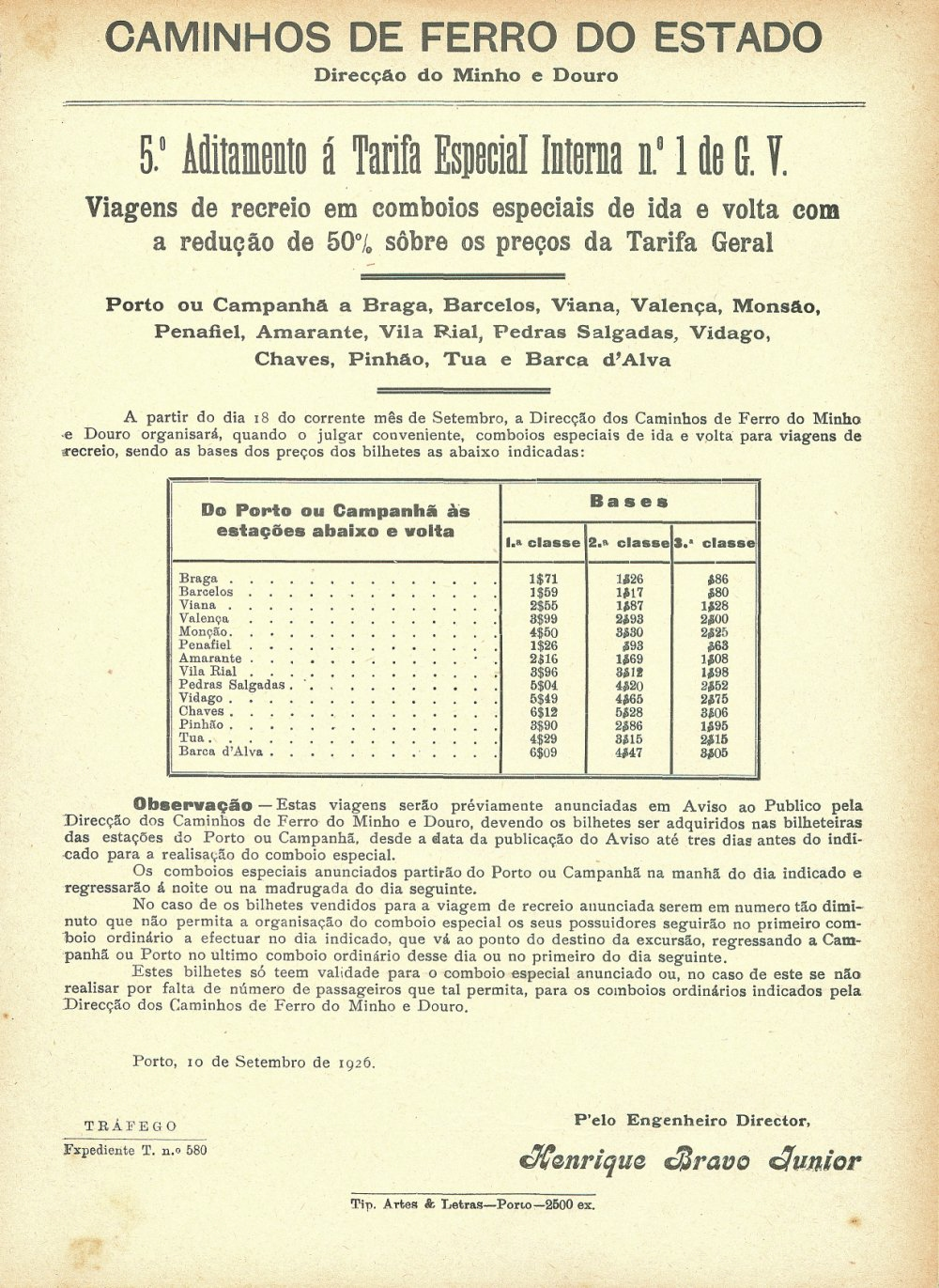
Aviso dos Caminhos de Ferro do Estado acerca dos preços de comboios de excursões desde várias estações, incluindo Braga, até São Bento ou Campanhã.

#### Década de 1920
Em 1921, a Câmara Municipal de Braga foi autorizada a construir uma linha de eléctricos desde a estação até à Ponte do Prado.
Em 1926, a Direcção dos Caminhos de Ferro do Minho e Douro estava a explorar uma linha de autocarros entre a estação de Braga e o Santuário do Bom Jesus do Monte. Em 1927, a Companhia dos Caminhos de Ferro Portugueses passou a explorar as linhas que anteriormente pertenciam à rede dos Caminhos de Ferro do Estado.

#### Décadas de 1930 e 1940
Em 1933, a estação sofreu obras de recuperação e melhoramentos, e no ano seguinte realizaram-se obras parciais de reparação, e foi instalada a iluminação eléctrica na segunda plataforma. Em 1935, existia um serviço de camionagem entre esta estação e a localidade termal de Gerês.
Em 5 de Fevereiro de 1949, entraram ao serviço novas carruagens Schindler nos comboios entre Porto e Braga.

#### Décadas de 1950 e 1960
Em meados do século, o corredor entre a cidade e a estação não tinha capacidade para o intenso tráfego automóvel, pelo que a Câmara Municipal de Braga iniciou um programa faseado para o seu desenvolvimento, que incluiu o alargamento e o arranjo paisagístico das bermas. Em 1955, já tinha sido concluída a fase da transformação do Campo das Hortas num jardim, estando ainda em obras a ligação ao Largo da Estação.
Durante o II Plano de Fomento, entre 1959 e 1964, a Companhia dos Caminhos de Ferro Portugueses planou a electrificação de vários troços da rede ferroviária nacional, incluindo de Ermesinde a Braga. Em 6 de Maio de 1967, foi apresentado um plano de investimentos para a modernização das vias férreas na zona do Porto, que incluía a electrificação da via férrea entre Ermesinde e Braga.

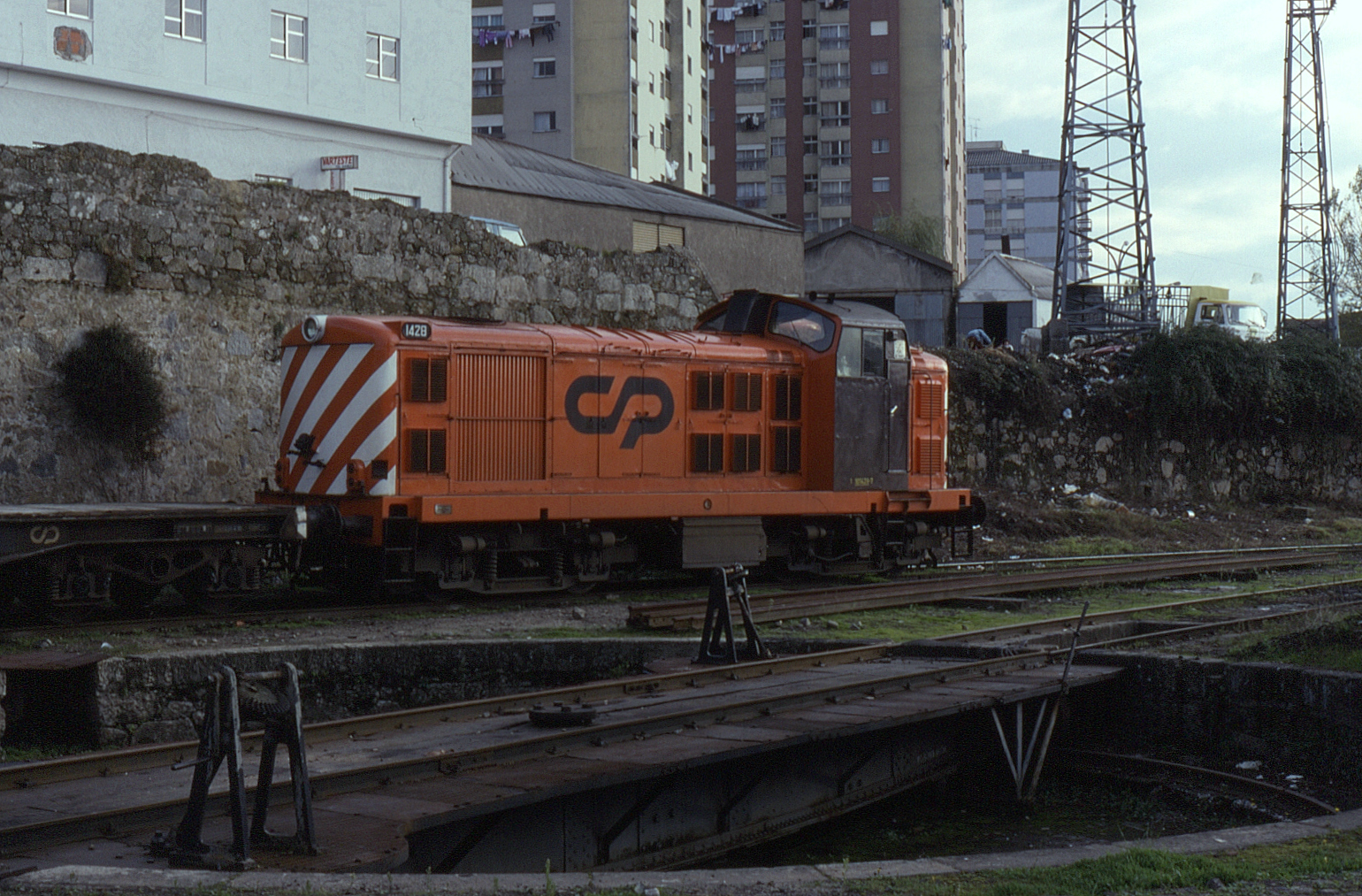
Locomotiva 1428 na estação de Braga, em 1993.

#### Décadas de 1980 e 1990
Em 1982, o papa João Paulo II viajou de comboio entre Santa Apolónia e Braga, durante uma visita a Portugal. Na década de 1980, foi instalado um núcleo museológico na estação de Braga, que durante algum tempo albergou a a locomotiva mais antiga em Portugal. Em 29 de dezembro de 1992, um comboio com cimento não travou na estação, avançando cerca de 50 metros, atravessando a rua. Esmagou um carro e provocou uma vítima mortal.
Nos finais da década de 1980, a operadora Caminhos de Ferro Portugueses iniciou um grande programa de modernização das linhas férreas em território nacional, que se debruçou especialmente sobre os serviços suburbanos das cidades do Porto e Lisboa, incluindo o Ramal de Braga. Com efeito, o corredor entre Porto e Braga, apesar de ser um importante eixo suburbano, apresentava graves deficiências, que reduziam o seu papel como estrutura de articulação entre zonas urbanas. Com efeito, a ideia de electrificar o ramal não era novidade, tendo sido proposta desde os anos 30, quando foi sugerida a electrificação das linhas suburbanas do Porto como forma de desenvolver o tráfego dos comboios.

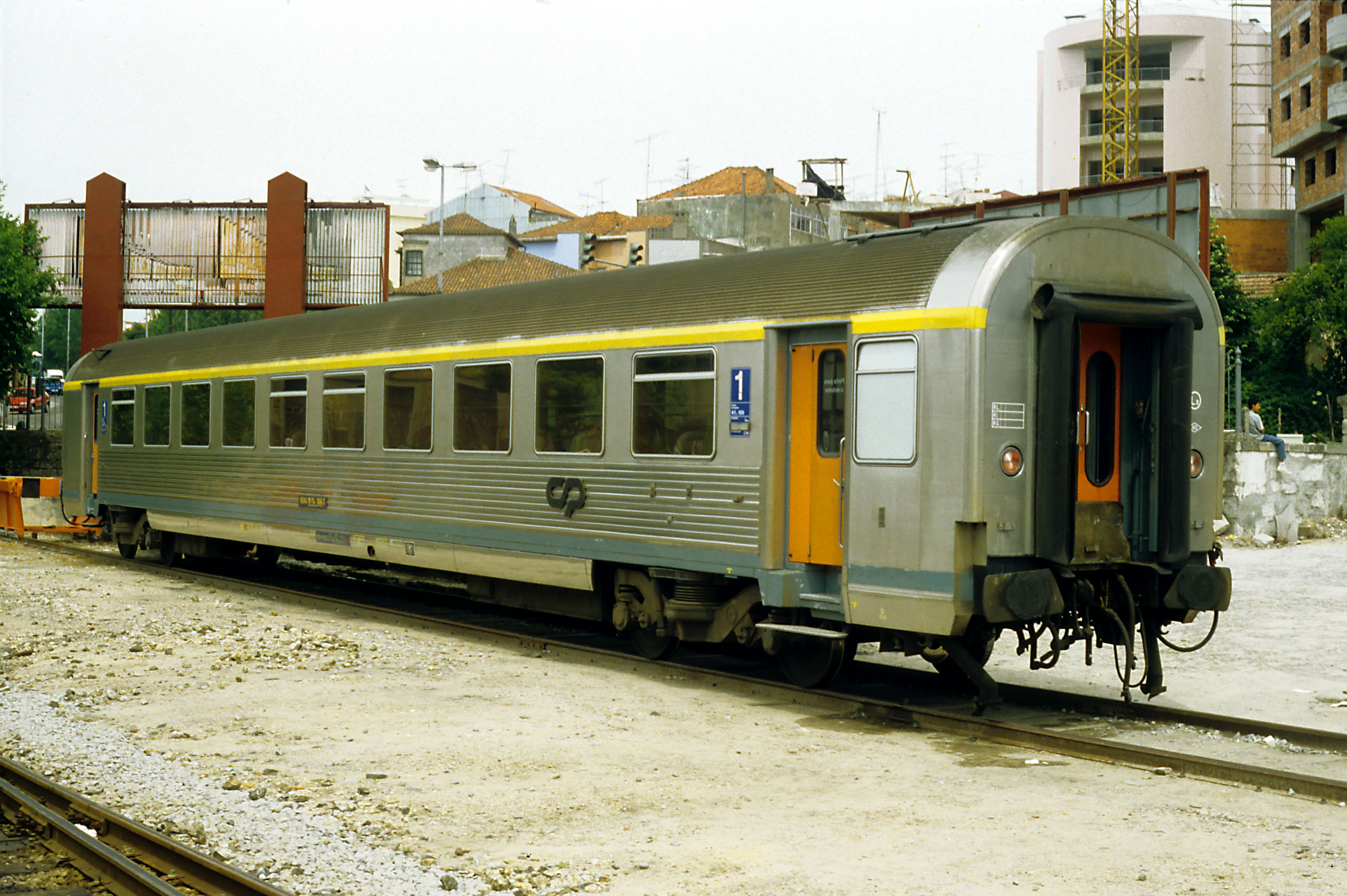
Carruagem Corail na estação de Braga, em 1996.

A modernização do ramal estava inserida no Itinerário do Porto a Braga e Vale do Ave, que abrangia a duplicação, electrificação e renovação da via férrea entre Ermesinde e Braga, com rectificação do traçado, no sentido de reduzir o tempo de viagem dos comboios entre Porto e Braga: o tempo de percurso dos serviços Intercidades deveria ser reduzido de 1 hora e 5 minutos para 36 minutos, enquanto que os suburbanos expressos rápidos deveriam levar 48 minutos em vez de 1 hora e 25 minutos. Além disso, seria possível criar novos comboios entre São Bento e Braga, como um serviço semi-rápido cadenciado parando em Campanhã, Ermesinde, São Romão, Trofa, Famalicão e Nine, e todas as estações e apeadeiros no ramal de Braga, um serviço suburbano expresso em horário adicional, fora das horas de ponta, servindo Campanhã, Ermesinde, Trofa e Famalicão, ou serviços suburbanos regulares de maior frequência e com maiores comboios, durante as horas de ponta. Com estas medidas, estava previsto para o horizonte de 2012 um aumento de 200% na procura dos passageiros no lanço entre Nine e Braga.
Além da sua importância como corredor suburbano, o Ramal de Braga também fazia parte de um grande eixo transversal, que ligava Braga a Faro, que era de grande relevância no âmbito da política nacional de transportes, uma vez que abrangia cerca de 85 % da população portuguesa. Com a instalação do caminho de ferro pela Ponte 25 de Abril, seria possível ir de Braga a Faro no mesmo comboio, passando por Lisboa.
Em 1997, o plano de remodelação passou a ser executado pela Rede Ferroviária Nacional, entidade criada para assegurar a gestão das infraestruturas ferroviárias em Portugal.
Em 3 de Novembro de 2002, foi encerrada a circulação dos comboios no ramal de Braga, para se iniciarem as obras de modernização, que se previa, nessa altura, estarem concluídas em Fevereiro de 2004. Foi organizado um serviço de autocarros para substituir o percurso dos comboios urbanos e Intercidades, que no entanto iria demorar o dobro do tempo e teria menos paragens. Previa-se então que o programa de modernização entre Nine e Braga iria custar cerca de 100 milhões de Euros, mas iria melhorar consideravelmente a qualidade dos serviços, através da introdução de novos comboios, especialmente o Alfa Pendular, e seriam remodeladas as estações e apeadeiros. A estação de Braga seria uma das que teriam maiores intervenções, pois iria contar com um novo edifício de passageiros, e plataformas de 220 m de comprimento, dois terços dos quais com cobertura.

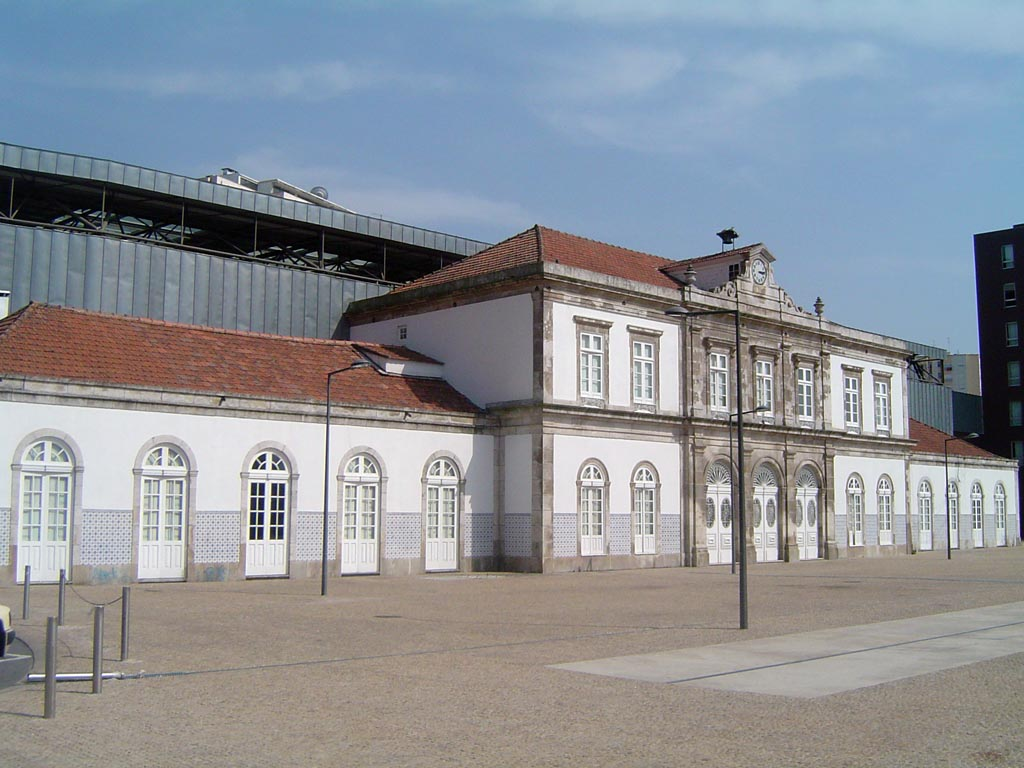
Antiga Estação de Braga, preservada e integrada no novo edifício.

### Século XXI
A estação de Braga foi remodelada em 2003, no âmbito do programa Estações com Vida da Rede Ferroviária Nacional, que tinha como finalidade a transformação das estações em espaços de dinamização social, cultural e económica das localidades onde se inserem. No caso da estação de Braga, foi construído um novo edifício com espaços comerciais e de serviços, como restaurantes e lojas, e a instalação de jardins e de parques de estacionamento. O edifício integra ainda, em espaço musealizado, um balneário pré-romano, identificado nas escavações arqueológicas prévias às obras. A nova estação foi inaugurada a 21 de Abril de 2004, no mesmo dia em que o Ramal de Braga foi reaberto após obras de modernização, realizadas pela Rede Ferroviária Nacional. Após a modernização, Braga passou a ser servida pelos comboios Alfa Pendular.
Segundo o Directório da Rede Ferroviária Portuguesa 2005, lançado pela Rede Ferroviária Nacional em 13 de Outubro de 2004, a estação ferroviária de Braga tinha a tipologia B, elevada posteriormente para A.

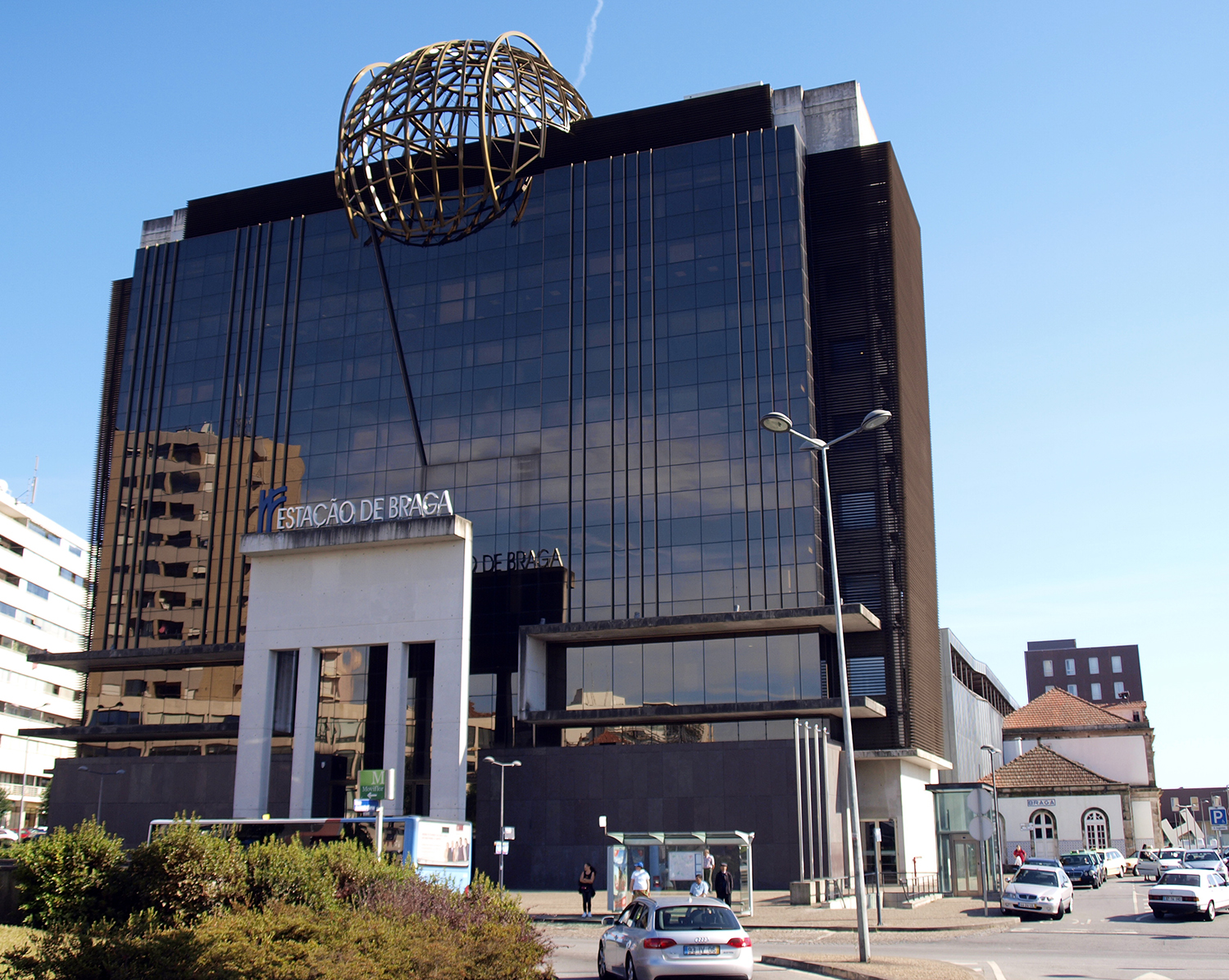
Nova estação de Braga, inaugurada em 21 de Abril de 2004.

Com o processo de modernização, o antigo edifício deixou de ser utilizado como interface ferroviária, tendo sido cedido pela Rede Ferroviária Nacional à Câmara Municipal de Braga, e remodelado para alojar várias instituições de cariz cultural e turístico, como a Companhia de Teatro de Braga, o Orfeão de Braga e o Turismo do Porto e Norte de Portugal. Este plano custou cerca de 300 mil euros, tendo o edifício sido inaugurado, após as obras de requalificação, em 5 de Julho de 2013. Já em 2010, parte do antigo edifício da estação tinha sido ocupado por uma escola de formação na área das artes visuais. Mais recentemente, em julho de 2017, um candidato independente à freguesia local, Seco Magalhães, lamentava o «abandono e degradação progressiva» do edifício.

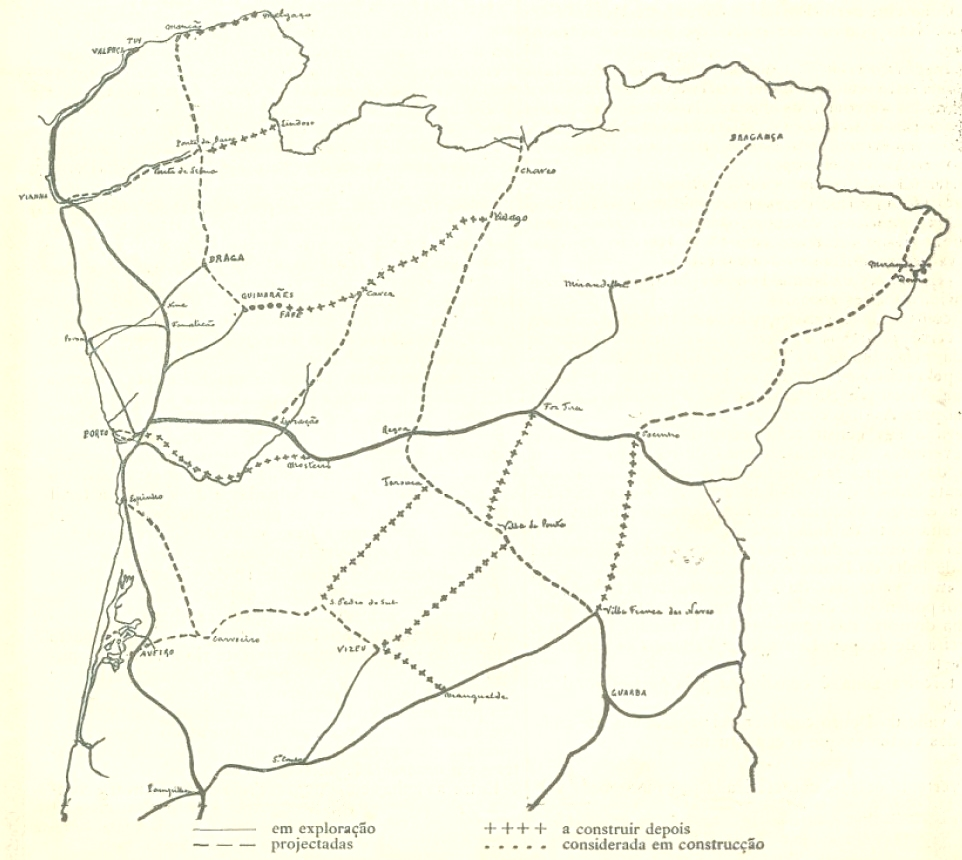
Mapa da rede complementar ao Norte do Mondego, mostrando os traçados planeados para as linhas de Braga a Guimarães, Alto Minho e Vale do Lima.

### Ligações planeadas a outras linhas
Desde os finais do século XIX que se planeou a construção de mais vias férreas com início em Braga, tendo as iniciativas mais importantes sido os das linhas do Alto Minho, até Monção, e de Braga a Guimarães. Em 10 de Agosto de 1897, o Ministro da Fazenda, Mariano de Carvalho, propôs uma lei acerca do arrendamento dos caminhos de ferro do estado, onde o governo era autorizado a abrir concurso para a construção de várias linhas, incluindo uma de Braga a Ponte da Barca, Arcos de Valdevez e à fronteira com Espanha, e outra de Braga a Chaves, seguindo pelo vale do Rio Cávado e por Ruivães.
Em 16 de Novembro de 1898, a Gazeta dos Caminhos de Ferro noticiou que a comissão que tinha sido encarregada de estudar a Rede Complementar ao Norte do Mondego, já tinha apresentado as suas propostas para novas linhas férreas, incluindo uma de Braga a Cavez por Guimarães. Em 16 de Janeiro de 1899, a Gazeta relatar que tinha sido aberto um inquérito administrativo, para informar o público sobre os linhas férreas que que iriam ser construídas ao abrigo dos Planos das Redes Complementares ao Norte do Mondego e Sul do Tejo, incluindo as linhas de Braga a Ponte da Barca, em via larga, que seria a continuação do Ramal de Braga, e de Braga a Guimarães, em via estreita. Em finais de 1899, o engenheiro Cachapuz, em representação de um sindicato de capitalistas italianos, pediu ao conselho de administração dos Caminhos de Ferro do Estado a concessão de vários caminhos de ferro no Norte do país, incluindo as linhas de Braga a Monção, e de Braga a Guimarães. O Plano da Rede Complementar ao norte do Mondego, decretado em 15 de Fevereiro de 1900, alterou o percurso para a linha férrea planeada entre Braga e Ponte da Barca, que passou a ser de via estreita, com futuro prolongamento até Monção.
Em 27 de Abril de 1903, o Ministro das Obras Públicas, Conde de Paçô-Vieira, determinou que Braga deveria ser o princípio das Linhas do Alto Minho, e de Braga a Guimarães, ambas em via métrica. Em Fevereiro de 1910, já tinha sido aprovado o plano definitivo para o troço entre Braga e Arcos de Valdevez da Linha do Alto Minho. A concessão passou destas duas linhas, em conjunto com a Linha do Vale do Lima, passou por várias empresas, tendo sido finalmente passada para a Companhia dos Caminhos de Ferro do Norte de Portugal, que não as pôde construir devido a problemas financeiros, causados pela Grande Depressão e pelo desenvolvimento do transporte rodoviário.
Entretanto, em 1908 estava a ser planeado o Caminho de Ferro de Braga a Vidago.

O Decreto n.º 18:190, de 28 de Março de 1930, introduziu o Plano Geral da Rede Ferroviária, que tinha como finalidade reorganizar a rede portuguesa de caminhos de ferro, e listar as novas linhas que estavam planeadas, incluindo a Transversal do Minho, de Entre-os-Rios a Arcos de Valdevez com passagem por Braga, e a Linha do Cávado, de Braga a Esposende.

## Leitura recomendada
- Ramal de Braga. Braga: Fundação Bracara Augusta. 2006
- Linha do Minho / Ramal de Braga: duplicação e electrificação do troço Lousado - Nine e duplicação e electrificação do troço Nine - Braga. Lisboa: Rede Ferroviária Nacional. 2004
- ANTUNES, J. A. Aranha;  et al. (2010). 1910-2010: o caminho de ferro em Portugal. Lisboa: CP-Comboios de Portugal e REFER - Rede Ferroviária Nacional. 233 páginas. ISBN 978-989-97035-0-6
- CERVEIRA, Augusto; CASTRO, Francisco Almeida e (2006). Material e tracção: os caminhos de ferro portugueses nos anos 1940-70. Col: Para a História do Caminho de Ferro em Portugal. Volume 5. Lisboa: CP-Comboios de Portugal. 270 páginas. ISBN 989-95182-0-4
- FERREIRA, Ana (2014). Práticas de regeneração urbana nos centros urbanos do quadrilátero: estudo, monitorização e difusão em Barcelos, Braga, Famalicão e Guimarães. Braga: Associação de Municípios de Fins Específicos Quadrilátero Urbano. 103 páginas
- GOMES, Joaquim da Silva (2002). Braga e os caminhos-de-ferro. Braga: Gráf. do Parque de Exposições. 111 páginas. ISBN 972-95895-3-4
- GOMES, Joaquim da Silva (2014). Os eléctricos em Braga: (1914-1963). Braga: Bom Jesus. 136 páginas. ISBN 978-989-98974-0-3
- LEITÃO, Joaquim; CARDOSO, Carlos Pereira (2009). Livro d'ouro da primeira viagem de S. M. El-Rei D. Manuel II a Braga. Braga: Fundação Bracara Augusta. 38 páginas. ISBN 978-972-8635-38-1
- SILVA, Dario (2006). Ramal de Braga. Braga: Fundação Bracara Augusta. 32 páginas. ISBN 972-8635-30-3
- VILLAS-BOAS, Alfredo Vieira Peixoto de (2010) [1905]. Caminhos de Ferro Portuguezes. Lisboa e Valladollid: Livraria Clássica Editora e Editorial Maxtor. 583 páginas. ISBN 8497618556